# Тахино
Тахино или Тахинос (грч. Αχινός, Ахинос) је насељено место у општини Висалтија у периферији Средишња Македонија, Грчка. Према попису из 2021. године било је 365 становника.
Према бугарском географу и историчару, Василу Канчову, у Тахину је 1900. године живело 650 Грка. Македонски историчар Тодор Симовски наводи да је грчко становништво словенског порекла. Године 1923. насељено је 40 грчких избегличких породица, укупно 131 особа. На попису из 1928. Тахино је имао 721 становника.